# Stomatica Foletto
Il liquore Stomatica Foletto è un liquore a base di erbe medicinali prodotto in Valle di Ledro, dalla A. Foletto, la cui gradazione alcoolica è di 32°. È un Prodotto Agroalimentare Tradizionale.

## Storia
Nacque come Tintura Stomatica Foletto alla fine del XIX secolo per opera di Angelo Foletto, farmacista di Pieve di Ledro, allora territorio dell'Austria-Ungheria, che accanto all'attività principale aprì una piccola officina farmaceutica. La Tintura venne registrata come medicinale ad attività eupeptica, digestiva e lassativa, dapprima in Austria-Ungheria, poi - dopo l'annessione - in Italia, ed è rimasta specialità medicinale fino al 1990, quando il laboratorio non ebbe più le caratteristiche per la produzione di medicinali. Perse allora la denominazione di tintura, sostituita da liquore, pur senza variare la ricetta né il luogo di produzione.
Il canale di distribuzione è rimasto principalmente quello delle farmacie.

## Caratteristiche
Stomatica Foletto è un liquore a base di alchemilla, arancio amaro, cariofillata, genzianella, genziana minore, genziana maggiore e rabarbaro cinese. Le erbe vengono trattate per infusioni successive, e gli estratti ottenuti vengono poi miscelati allo sciroppo, lasciati ad invecchiare per almeno 5 mesi per far depositare i tannini, e quindi filtrato ed imbottigliato.